# Konica Minolta Dynax 7D

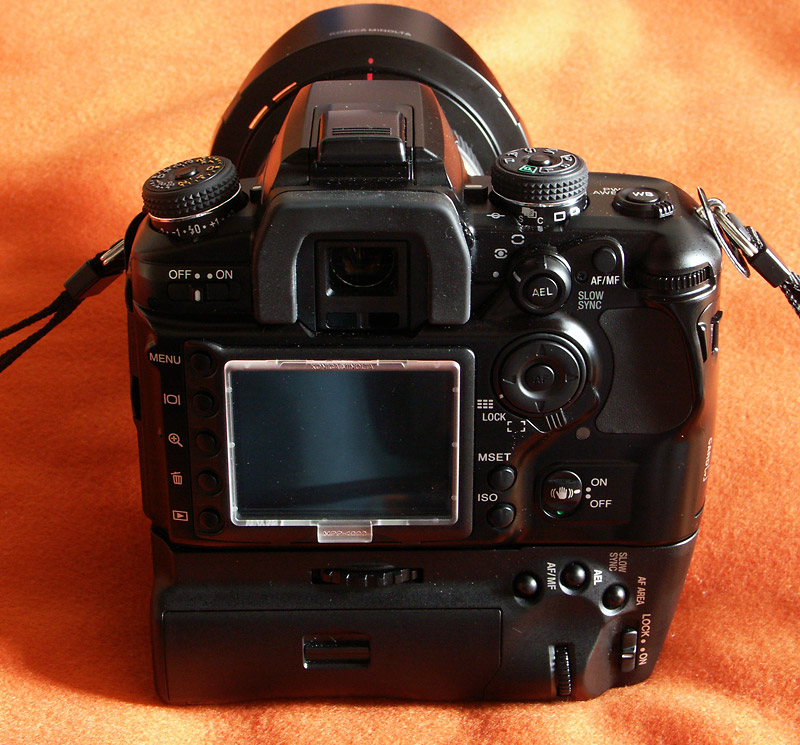
Dynax 7D Rückansicht mit angesetztem Vertikalgriff (Zubehör)

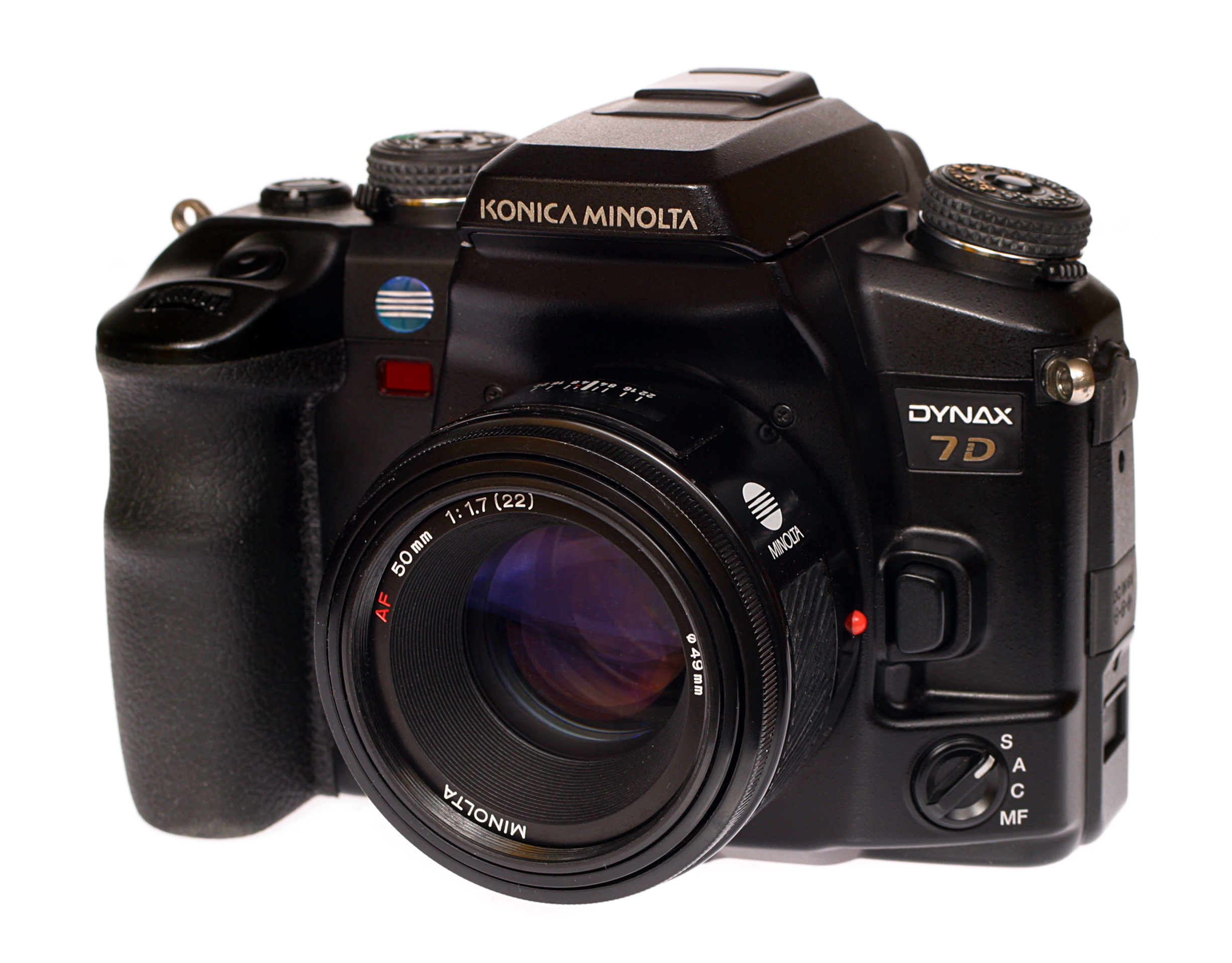
Konica Minolta Dynax 7D mit AF 1,7/50mm

Die Konica Minolta Dynax 7D (Nordamerika: Konica Minolta Maxxum 7D, Japan: Konica Minolta α-7 Digital, offizielle Modellbezeichnung: DG-7D) ist eine digitale Spiegelreflexkamera aus der Dynax-Familie von Konica Minolta. Die Markteinführung erfolgte Ende 2004.

## Ausstattungsmerkmale
Besonderheiten dieses Kameramodells sind ein besonders großes Bild-Display, großes Sucherbild, besonders ergonomische Bedienung durch sechs griffgünstige Handräder (mit Zubehörgriff: acht Räder) anstelle endloser Untermenüs im LC-Display.
CCD-Sensor mit etwa 6,1 Megapixel Auflösung mit Belichtungsindizes von ISO 100 bis 3200, ein durch den Bildsensor im APS-C-Format bedingter Formatfaktor von etwa 1,5 gegenüber dem Kleinbild sowie die Kompatibilität zu allen Minolta-AF-Objektiven. (Die Brennweite eines Vollformat-KB-Objektives muss durch 1,5 dividiert werden, um den gleichen Bildwinkel zu erreichen: Auf dem APS-C-Sensor erreicht man mit 200 mm den gleichen Bildwinkel wie mit 300 mm Brennweite auf einem Vollformat-Sensor).
Die Dynax 7D verfügt über einen 9-Punkt-Autofokus.
Die Bilder können im JPEG-Format in drei verschiedenen Auflösungen (3008 × 2000, 2256 × 1496 und 1504 × 1000 Pixel in jeweils drei Qualitätsstufen: extrafein, fein und Standard) oder im RAW- sowie RAW + JPEG-Format gespeichert werden. Besonders schnelle CF-Speicherkarten (wie z. B. Sandisk Extrem-III) werden unterstützt. Damit können extrem schnelle Bildfolgen ohne Überlauf des internen Pufferspeichers erzeugt werden.
Der Weißabgleich kann automatisch oder manuell in vielen Optionen erfolgen. Die Kamera hat drei frei programmierbare Speicher, um schnell zwischen voreingestellten komplexen Kamera-Einstellungen umzuschalten. Damit kann der Fotograf beispielsweise bei einer Hochzeit für die zu erwartenden Bildsituationen (Mischlicht dunkel, Blitzlicht und Tageslicht hell) die wichtigsten Voreinstellungen in Ruhe vorher austesten und dann schnell abrufen.

## Bildstabilisator im Gehäuse integriert
Die Dynax 7D war die erste digitale Spiegelreflexkamera, bei der ein Bildstabilisator im Gehäuse integriert war. Davor gab es Bildstabilisierungs-Systeme in einzelnen Objektiven (Canon IS, Nikon VR, Sigma OS); sie wirken durch Verschieben von Linsenelementen dem Verwackeln durch die unruhige Hand des Fotografen entgegen.
Beim als Anti-Shake bezeichneten System von Konica Minolta erfasst ein Bewegungssensor im Kameragehäuse diese Bewegungen; unter Berücksichtigung der vom Objektiv gemeldeten Brennweiteneinstellung wird der CCD-Aufnahmesensor entsprechend nachgeführt. Vorteil: Wirkung bei allen angesetzten Objektiven (wenige Ausnahmen), dadurch vielseitig und preisgünstig. Nachteil: Das ohnehin relativ große und schwere Gehäuse der Dynax 7D ist dadurch noch etwas schwerer geworden. Das Anti-Verwackel-System lässt sich bei Stativbenutzung abschalten.

## Zubehör

### Vertikalhandgriff
Der Vertikalhandgriff (Bezeichnung: VC-7D) wird unten an die Kamera über das Stativgewinde angeschlossen und erlaubt die Verwendung von ein bis zwei Akkus (Bezeichnung: NP-400) oder über einen beiliegenden Adapter sechs Stück Typ AA-Batterien oder -Akkus (ein Stativ kann trotzdem verwendet werden). Der Griff erlaubt ein ermüdungsfreies längeres Arbeiten mit einer um 90° vertikal geschwenkten Kamera (Hochformat-Bilder). Der zweite Akku bringt zudem enorme Vorteile, wenn beispielsweise viele Bilder hintereinander ohne Unterbrechung gemacht werden sollen. Der AA-Adapter erlaubt eine Art „Notbetrieb“ mit handelsüblichen Batterien oder Akkus; durch den hohen Stromverbrauch bedingt sind diese jedoch sehr schnell leer. Die Funktionen Auslöser (zweistufig), AEL-Lock, beide Handräder (vorne und hinten) für Programm- und Belichtungs-Shift, AF/MF–Umschalter, AF-Area werden elektrisch an die Kamera übertragen. Um Fehlbedienung im „Normalbetrieb“ zu vermeiden, können diese Tasten mit einem On/Off-Schalter deaktiviert werden.
Im Vertikalbetrieb liegt die Kamera mit dem VC-7D sehr gut in der Hand und reduziert somit effektiv das Verwackeln durch Muskelzittern nach vielen Bildern. Für Benutzer mit großen Händen ist der Zusatzgriff auch im Normalbetrieb eine wesentliche Erleichterung: werden zusammen mit der an sich schon schweren Kamera noch große Objektive verwendet, so liegt diese mit dem Vertikalhandgriff wesentlich besser in der Hand. Auch hier reduziert sich das Verwackeln erheblich.

### Blitz Minolta
Die 7D kann über einen Minolta-Mittenkontakt mit einem Minolta Systemblitz verbunden werden. Damit kann, mit der ADI-(TTL)-Belichtungsmessung (Entfernungsangabe aus dem Autofocus des Objektives) programmgesteuert die Blitzleistung passend zur Entfernung mit Blende und Belichtungszeit automatisch gesteuert werden. Diese Funktion bieten aber nur die Blitzgeräte der „HS“-Baureihe. Ältere Minolta-Blitzgeräte können nur im Manuell-Modus betrieben werden. Möglich sind: Aufhellblitz, Blitzen auf 1.Vorhang oder Blitzen auf 2.Vorhang.
Der SONY Flash HVL-F56AM ist ebenfalls zu 100 % kompatibel, da baugleich mit dem früheren Minolta 5600HS(D). Dieser Sony-Blitz kann ebenfalls, wie sein Konica-Minolta-Vorgänger drahtlos (als „entfesselter Blitz“) ausgelöst werden.

#### Blitz Fremdhersteller
Es können spezielle Systemblitze der Hersteller Metz (über das Metz-SCA System), Sigma und Soligor über den Minolta-Systemkontakt verwendet werden. Einige davon erlauben auch fast die gleichen Funktionen, wie der Original-Systemblitz Minolta 3600HS(D) (Leitzahl 36) und 5600HS(D) (Leitzahl 56). Der Soligor DG-420Z Zoom Flash (Leitzahl 42) erlaubt ebenfalls die Minolta-ADI-Blitzmessung. Ein Modell von Sigma ist ebenfalls vergleichbar in der Ausstattung.

#### Blitzanschluss PC-Kontakt
Für Studio-Blitzanlagen werden sogenannte PC-Kontakte verwendet, dieser Anschluss hat aber nichts mit Computer zu tun. Über einen zusätzlichen kleinen Adapter kann daran auch ein Sender/Receiver angeschlossen werden, was kabelloses Blitzen im Fotostudio erlaubt. Automatikfunktionen werden dabei aber selbstverständlich nicht unterstützt. Man arbeitet mit Blitzbelichtungsmesser und Betriebsart „M“ (manuell).

### Studiofotografie mit USB 2.0
Über den USB-2.0-Anschluss kann direkt über das Kabel (max. fünf Meter lang, mit Spezial-Lösungen mehr) mit der beiliegenden Minolta-Software statt auf Speicher-Karten direkt auf eine PC-Festplatte gespeichert werden. Die Bilder können dann fast ohne Verzögerung im Vollbildmodus auf einem Windows-PC oder -Laptop begutachtet werden. In Verbindung mit dem Anschluss für Studio-Blitzanlagen eine interessante Methode.

## Dynax-Reihe
Im September 2005 brachte Konica Minolta mit der Dynax 5D eine leicht abgespeckte Version der Dynax 7D heraus. Sie ist leichter, hat aber auch weniger Anschlussmöglichkeiten.
Konica Minolta verkündete am 19. Januar 2006 den Entschluss, sich ab 1. April 2006 aus dem Kamera- und Filmgeschäft zurückzuziehen. Dabei werde Sony das Geschäft mit digitalen Spiegelreflexkameras des Dynax-Systems übernehmen. Mitte 2006 brachte Sony mit der Alpha 100 eine überarbeitete Version der Dynax 5D auf den Markt.

## Serienfehler und Kulanz

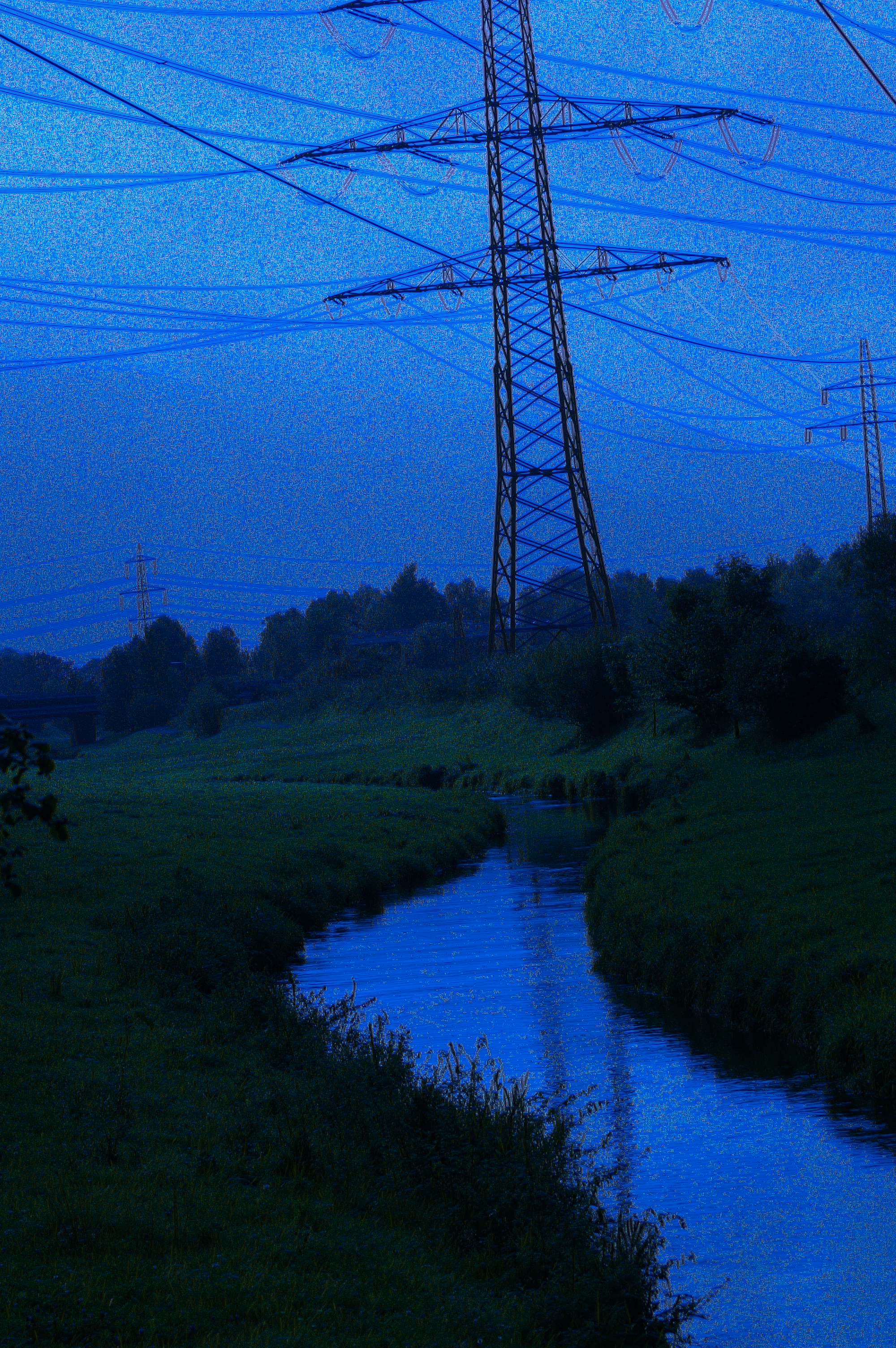
Symptom in Bildform

Am 3. Februar 2007 gab Konica Minolta die Existenz eines Serienfehlers bei den Modellen Dynax 7D und 5D bekannt, der dazu führen kann, dass die erste(n) Aufnahme(n) nach längeren Pausen schwarz oder stark unterbelichtet sein können (blaustichig). Dieser in einschlägigen Foren unter dem Namen „Error 58“ bekannt gewordene Fehler wurde von Konica Minolta auch nach Ablauf der Garantie/Gewährleistung kostenlos repariert. Dieser Reparaturservice ist jedoch seit dem 31. Dezember 2010 eingestellt.
Ein weiterer Fehler ist die fehlende Übernahme der Lage der Kamera bei der Auslösung (orientation flag). Der Exif-Tag „Orientation“ wird, obwohl die Kamera die Lage (horizontal oder vertikal) erkennen kann, nicht richtig gesetzt, so dass ein nachträgliches manuelles Drehen der Bilder (bei hochkant aufgenommenen Bildern) erforderlich wird. Dieser Fehler ist auch in der Firmwareversion 1.10 nicht bereinigt.